# Lincosamides

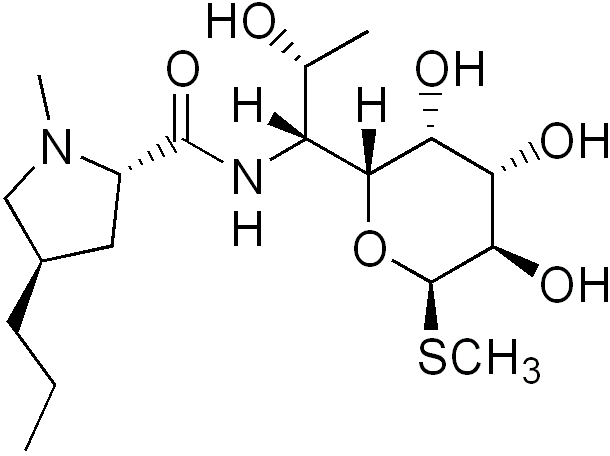
Lincomycin

Clindamycin.

Lincosamide là nhóm kháng sinh bao gồm lincomycin, clindamycin, và pirlimycin.

## Cơ chế hoạt động
Lincosamide ngăn chặn vi khuẩn sao chép bằng cách can thiệp vào tổng hợp protein. Chúng liên kết với phần 23s  của tiểu đơn vị 50S của ribosome vi khuẩn và gây phân ly sớm peptidyl-tRNA từ ribosome. Lincosamide không can thiệp vào quá trình tổng hợp protein trong các tế bào người (hay động vật đa bào khác) do cấu trúc của ribosome người khác với vi khuẩn.

## Lịch sử và tác dụng
Lincosamide đầu tiên được phát hiện là lincomycin, phân lập từ Streptomyces lincolnensis trong một mẫu đất ở Lincoln tại Nebraska (tên vi khuẩn được đặt tên theo địa danh này).
Lincomycin đã được thay thế phần lớn bởi clindamycin với khả năng kháng sinh cao hơn. Clindamycin cũng có khả năng chống lại ký sinh trùng là động vật nguyên sinh và đã được sử dụng để điều trị toxoplasmosis và sốt rét.
Lincosamide thường sử dụng để điều trị Staphylococcus và liên cầu, đồng thời có hiệu quả trong điều trị Bacteroides fragilis và một số vi khuẩn kỵ khí khác. Thuốc đang sử dụng trong điều trị hội chứng sốc nhiễm độc do ức chế trực tiếp sản xuất M protein phản ứng viêm nghiêm trọng.

## Kháng thuốc
Vi khuẩn đích có thể thay đổi vị trí gắn của thuốc (kháng tương tự như macrolides và streptogramins). Cơ chế kháng bằng cách methyl hóa vị trí gắn 23s. Nếu hiện tượng này xảy ra, vi khuẩn sẽ có khả năng kháng cả macrolides và lincosamides. Sự bất hoạt enzym của clindamycin cũng có thể xảy ra.

## Dược lực học
Đây là kháng sinh có tác dụng kìm khuẩn và đối kháng macrolides và streptogramins.